# کاردینال (فیلم ۱۹۳۶)
کاردینال (انگلیسی: The Cardinal) فیلمی در ژانر درام است به کارگردانی Sinclair Hill .